# Austroheptura campbelli
Austroheptura campbelli är en bäcksländeart som beskrevs av Günther Theischinger 1993. Austroheptura campbelli ingår i släktet Austroheptura och familjen Austroperlidae. Inga underarter finns listade i Catalogue of Life.